# El desorden que dejas
El desorden que dejas es una novela del escritor y guionista español Carlos Montero, publicada el 22 de marzo de 2016. Es un thriller psicológico en primera persona ambientado en un pequeño pueblo ficticio llamado Novariz, situado en Galicia.

## Sinopsis
Raquel, una joven profesora de literatura, acepta el puesto de suplente que le ofrecen en el instituto de Novariz, pueblo al que pertenece su marido. Cuando llega se entera de que Elvira, la profesora a la que está sustituyendo, se suicidó. Eso le extraña, pero las cosas se ponen peor cuando al finalizar las clases encuentra una nota en su bolso en la que pone: «¿Y tú cuánto vas a tardar en matarte?». Raquel se empieza a hacer preguntas y decidida, empieza a investigar sobre la antigua profesora para averiguar qué le pasó. Durante la investigación que lleva a cabo por su cuenta, sin contarle a nadie lo que le pasa por puro miedo, sigue recibiendo notas de ese estilo.

## Premios
- XX Premio Primavera de Novela (2016).[3]

## Adaptación a serie
Netflix emite desde diciembre de 2020 la serie El desorden que dejas. La adaptación de la obra consta de ocho capítulos de 40 minutos y fue grabada en Galicia. Entre el reparto se encuentran las actrices Inma Cuesta y Bárbara Lennie y los actores Tamar Novas, Arón Piper y Roberto Enríquez.